# 펠리페 3세
펠리페 3세(Felipe III, 1578년 4월 14일 ~ 1621년 3월 31일)는 스페인의 국왕 겸 포르투갈의 국왕이다. 포르투갈에서는 필리피 2세(Filipe II)로 불린다. 스페인의 펠리페 2세와 그의 네 번째 아내이자 조카딸인 안나의 아들이다. 펠리페 3세는 자신과 같은 합스부르크 왕가의 일족이자 신성 로마 제국의 페르디난드 2세 황제의 누이인 오스트리아의 마르가리타와 혼인하였다.

## 생애
펠리페 3세는 하루 14시간 이상을 집무실에서 보낸 아버지 펠리페 2세와는 달리 정치를 싫어했고 대부분의 업무를 총신 레르마 공작에게 맡겼다. 레르마 공작은 펠리페 3세가 즉위하자마자 선왕 펠리페 2세의 수석대신을 리스본으로 쫓아내고 자신의 삼촌을 톨레도 대주교로 앉히는 등 자신의 친구와 친척들을 요직에 임명했다. 레르마 공작은 게으른 인물로 복잡한 정책보다는 무난하고 손쉬운 일처리를 원했으며 그의 체제하에서 펠리페 3세와 신하들은 사치스러운 궁정생활을 즐기느라 정무를 돌보지 않았다.
1601년 레르마 공작은 수도를 바야돌리드로 옮겼으나 1609년 다시 마드리드로 돌아왔다. 같은 해 4월 9일에 네덜란드와의 휴전협정이 맺어졌으며 같은 날 펠리페 3세는 모리스코들에 대한 추방령을 내렸다. 발렌시아 인구의 3분의 1에 달하는 12만명, 아라곤에서 7만명, 안달루시아에서 8만명, 카스티야에서 3만명 총 30만명에 달하는 인구가 스페인에서 빠져나갔는데 이들 대부분이 농업에 종사하고 있었기 때문에 스페인 농업은 엄청난 타격을 입었다. 농사를 지을 모리스코들이 사라지면서 비옥한 농지들 대부분이 버려졌고 짐꾼, 마부 등 궂은 일을 할 인력도 없어졌다. 펠리페 3세의 치세부터 스페인은 쇠퇴의 길을 걷기 시작했다.

## 자녀
- 안 도트리슈(1601 ~ 1666) 프랑스 왕비(루이 13세와 결혼)
- 마리아(1603년)
- 펠리페 4세(1605 ~ 1665)
- 마리아 안나(1606 ~ 1646) 신성 로마 제국의 황후(페르디난트 3세와 결혼)
- 페르난도 데 아우스트리아(1609 ~ 1641) 추기경
- 마르가리타(1610년)
- 알폰소(1611년)